# Saied Al-Mutairi
Saied Al-Mutairi Bariq, arab. سعيد المطيري بريق, (ur. 24 września 1968 w Rijadzie) – saudyjski strzelec specjalizujący się w skeecie, pięciokrotny uczestnik letnich igrzysk olimpijskich (Atlanta, Sydney, Ateny, Pekin, Tokio).

## Życiorys
Saudyjczyk zaczął uprawiać sport w 1990 roku. Żonaty, ma dwoje dzieci.

## Przebieg kariery
Pierwszy raz na arenie międzynarodowej pojawił się w 1993 roku, biorąc udział w mistrzostwach Azji w Manili. Na nich wywalczył piątą pozycję, w eliminacjach uzyskując rezultat 116 punktów a w finale 21 punktów. Rok później zdobył złoty medal igrzysk azjatyckich, dzięki rezultatowi 122 + 23 punktów. W 1996 wystartował w letnich igrzyskach w Atlancie, na których w swej konkurencji zajął 32. pozycję z wynikiem 117 punktów.
W 1997 zanotował najlepszy w swej karierze występ w strzeleckich zawodach Pucharu Świata, zajmując 10. pozycję w konkursie rozegranym w Brisbane. W 1998 uczestniczył w mistrzostwach świata. W ramach czempionatu rozgrywanego w Barcelonie wziął udział w konkurencji skeetu, zajął w niej 28. pozycję z wynikiem 118 punktów. Na tych mistrzostwach startował również w trapie podwójnym, w tejże konkurencji zajął 88. pozycję z wynikiem 94 punktów. W 2000 roku po raz drugi uczestniczył w letnich igrzyskach olimpijskich, na których udało mu się poprawić rezultat uzyskany cztery lata wcześniej, zajmując 23. pozycję z rezultatem 119 punktów.
W 2001 uczestniczył w mistrzostwach świata w strzelaniu do rzutków w Kairze, na których zanotował najlepszy w karierze rezultat w imprezie tej rangi. Saudyjczyk na tym czempionacie zajął 4. pozycję, uzyskując w eliminacjach 122 punktów a w finale 24 punkty. W 2004 zdobył złoty medal mistrzostw Azji, dzięki rezultatowi 121 + 24 punktów. Także w tym samym roku, wystartował w letniej olimpiadzie, na której w swojej konkurencji zajął 15. pozycję z dorobkiem 120 punktów. Spośród pięciu występów olimpijskich, był to najlepszy występ Saudyjczyka w karierze.
Był uczestnikiem letnich igrzysk olimpijskich w Pekinie, na których zajął 39. pozycję z wynikiem 104 punktów. W 2021 wziął udział w letnich igrzyskach olimpijskich w Tokio, w swoim piątym występie na letniej olimpiadzie uzyskał wynik 119 punktów i zajął 22. pozycję.